# Jaan Kross
Jaan Kross (19 februarie, 1920 – 27 decembrie, 2007) a fost un important scriitor eston.